# Carbay
Carbay és un municipi francès situat al departament de Maine i Loira i a la regió de País del Loira. L'any 2007 tenia 247 habitants.

## Demografia

### Població
El 2007 la població de fet de Carbay era de 247 persones. Hi havia 90 famílies de les quals 12 eren unipersonals (8 homes vivint sols i 4 dones vivint soles), 33 parelles sense fills, 37 parelles amb fills i 8 famílies monoparentals amb fills.
La població ha evolucionat segons el següent gràfic:
Habitants censats

### Habitatges
El 2007 hi havia 106 habitatges, 92 eren l'habitatge principal de la família, 6 eren segones residències i 8 estaven desocupats. Tots els 105 habitatges eren cases. Dels 92 habitatges principals, 67 estaven ocupats pels seus propietaris i 24 estaven llogats i ocupats pels llogaters; 2 tenien una cambra, 3 en tenien dues, 15 en tenien tres, 21 en tenien quatre i 50 en tenien cinc o més. 71 habitatges disposaven pel capbaix d'una plaça de pàrquing. A 44 habitatges hi havia un automòbil i a 46 n'hi havia dos o més.

### Piràmide de població
La piràmide de població per edats i sexe el 2009 era:
| Homes | Edats   | Dones |
| ----- | ------- | ----- |
| 0     | 95 o +  | 0     |
| 0     | 90 a 94 | 0     |
| 0     | 85 a 89 | 4     |
| 0     | 80 a 84 | 4     |
| 4     | 75 a 79 | 4     |
| 0     | 70 a 74 | 0     |
| 0     | 65 a 69 | 0     |
| 4     | 60 a 64 | 0     |
| 8     | 55 a 59 | 8     |
| 8     | 50 a 54 | 8     |
| 0     | 45 a 49 | 0     |
| 12    | 40 a 44 | 12    |
| 12    | 35 a 39 | 16    |
| 8     | 30 a 34 | 8     |
| 8     | 25 a 29 | 4     |
| 4     | 20 a 24 | 4     |
| 16    | 15 a 19 | 8     |
| 8     | 10 a 14 | 28    |
| 8     | 5 a 9   | 12    |
| 4     | 0 a 4   | 0     |

## Economia
El 2007 la població en edat de treballar era de 177 persones, 135 eren actives i 42 eren inactives. De les 135 persones actives 128 estaven ocupades (76 homes i 52 dones) i 7 estaven aturades (1 home i 6 dones). De les 42 persones inactives 16 estaven jubilades, 15 estaven estudiant i 11 estaven classificades com a «altres inactius».

### Ingressos
El 2009 a Carbay hi havia 91 unitats fiscals que integraven 235 persones, la mediana anual d'ingressos fiscals per persona era de 16.254 €.

### Activitats econòmiques
Dels 4 establiments que hi havia el 2007, 2 eren d'empreses de construcció, 1 d'una empresa de comerç i reparació d'automòbils i 1 d'una empresa de serveis.
L'únic servei als particulars que hi havia el 2009 era un guixaire pintor.
L'any 2000 a Carbay hi havia 19 explotacions agrícoles que ocupaven un total de 884 hectàrees.

## Equipaments sanitaris i escolars
El 2009 hi havia una escola elemental.

## Poblacions més properes
El següent diagrama mostra les poblacions més properes.